# La caza del jabalí
La caza del jabalí es el primero de los cartones para tapices diseñados por Francisco de Goya. Pintado en 1775, pertenece a la primera serie de cartones, con destino al comedor de los Príncipes de Asturias, Carlos de Borbón y María Luisa de Parma, en El Escorial.
Toda la serie consta de temas cinegéticos y no es La caza del jabalí una excepción. Tratándose del paño mayor de la serie, debía determinar el resto de la temática en la serie.
Fue entregado por Francisco Bayeu a Cornelio Vandergroten, junto a otros cuatro cartones, el 24 de mayo de 1775. Bayeu supervisa el trabajo de su cuñado Goya, y le auxilia su hermano Ramón Bayeu.
La impersonalidad de estos cartones, no exentos del tradicionalismo pictórico imperante, hacen difícil la atribución a Goya sin los documentos proporcionados por la Real Fábrica.